# Mezzolago
Mezzolago è un centro abitato del comune di Ledro in provincia di Trento.

## Storia
Mezzolago è stato un comune italiano istituito nel 1920 in seguito all'annessione della Venezia Tridentina al Regno d'Italia. Nel 1928 è stato aggregato al comune di Molina di Ledro.

## Monumenti e luoghi d'interesse
- Chiesa della Dedicazione di San Michele Arcangelo.